# Jednoduchost (fotografie)

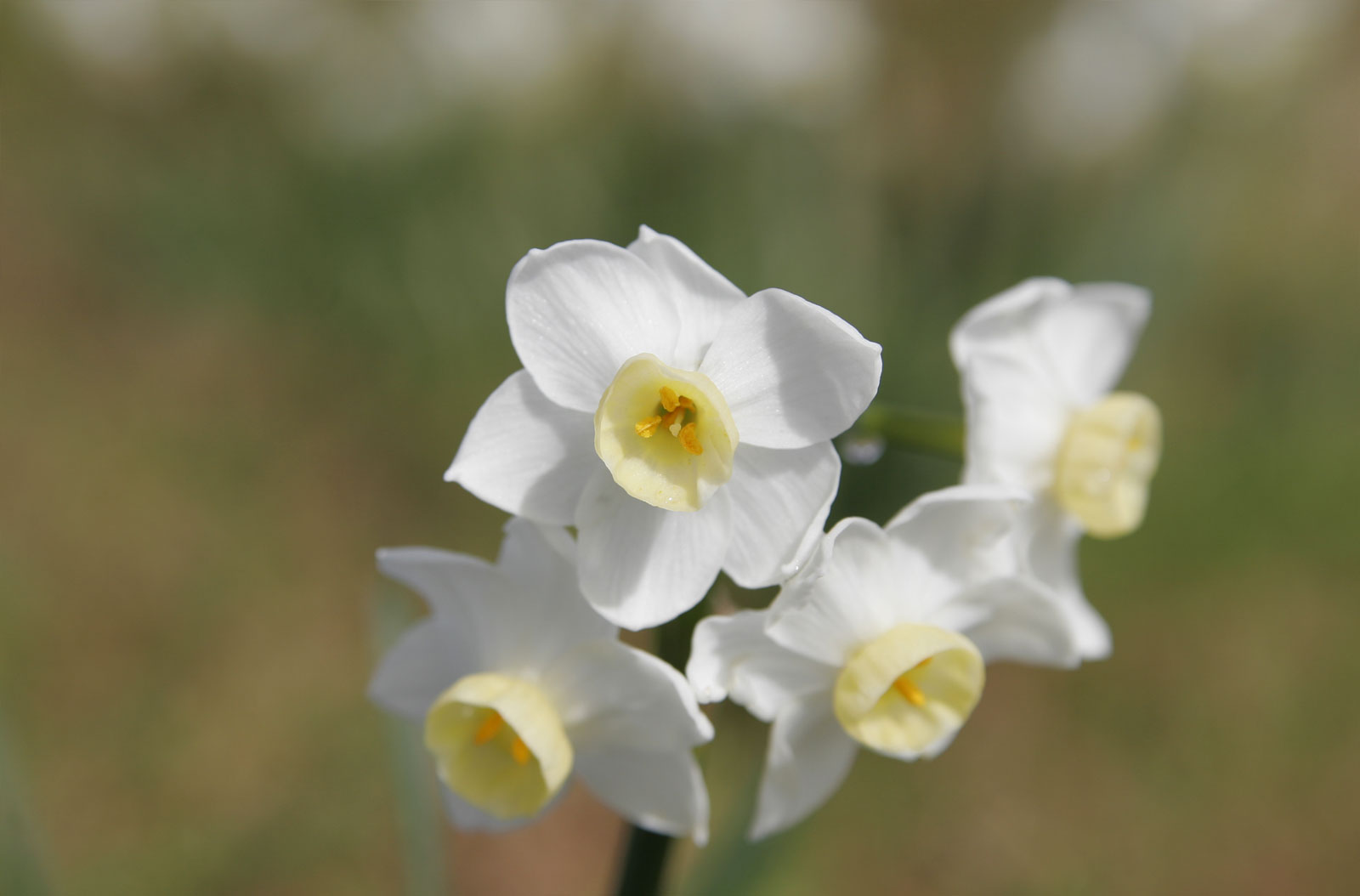
Příklad jednoduchosti, důraz je kladen na květinu bez rušivých prvků na pozadí

Ve fotografii se používá kompoziční technika jednoduchosti k dosažení efektu, který se zaměří na jeden objekt v obraze, jednoduchou scénu nebo jednoduchou kompozici. Jednoduchost je jednou z běžných základních fotografických kompozičních technik, přeplněný obraz rozptyluje a odvádí pozornost od hlavního motivu. Jednoduchého obrazu může být dosaženo tím, že se fotograf více přiblíží k objektu, provede výřez, použije delší ohniskovou vzdálenost, menší hloubku ostrosti nebo komponuje na jednolité pozadí. Tato technika patří mezi hlavní estetická pravidla fotografie.

## Popis
Divák na jednodušším obrázku snadněji identifikuje hlavní předmět obrazu. Rušivé prvky, případně rušivé pozadí nejsou pro diváka vizuálně příjemné a je více pravděpodobné, že způsobí chaos a významové srůsty. 
Existuje několik způsobů, jak jednoduchosti ve fotografii dosáhnout. Nejzřetelnější (a nejjednodušší) forma je umístění objektu na neutrálním pozadí nebo před čistým nebem. Pozadí může být zcela neutrální, jako pevné pozadí nebo bezmračné nebe, nebo může významově doplňovat obraz, jako například mořská hvězdice na písku. Písek je zároveň přirozené prostředí, ve kterém hvězdice žije.
Technická metoda dosažení jednoduchosti je zajištění rozostřeného pozadí. Nastavení při pořizování makrofotografie na digitálním fotoaparátu má tendenci rozostřovat pozadí automaticky, protože fotoaparáty mají malou hloubku ostrosti, stejný účinek může být dosažen ručním nastavením. Nízké clonové číslo, dlouhá ohnisková vzdálenost, být velmi blízko ke snímanému předmětu, nebo velká vzdálenost pozadí od snímaného objektu. Pořízení jednoduchého objektu by mělo mít jasný důvod, proč byl vybrán právě tento objekt. Mělo by být jasně patrné, že byl nějaký důvod pro pořízení snímku. Všechny nesouvisející prvky by na obrazu neměly být zachyceny.

## Galerie

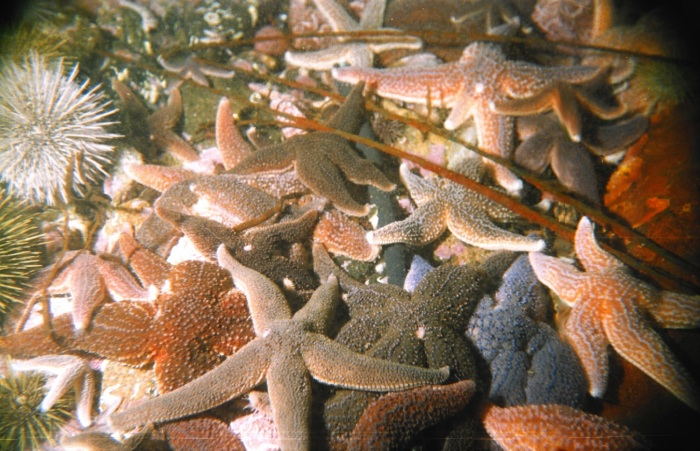
Příklad hvězdice na přeplněném a rušivém pozadí
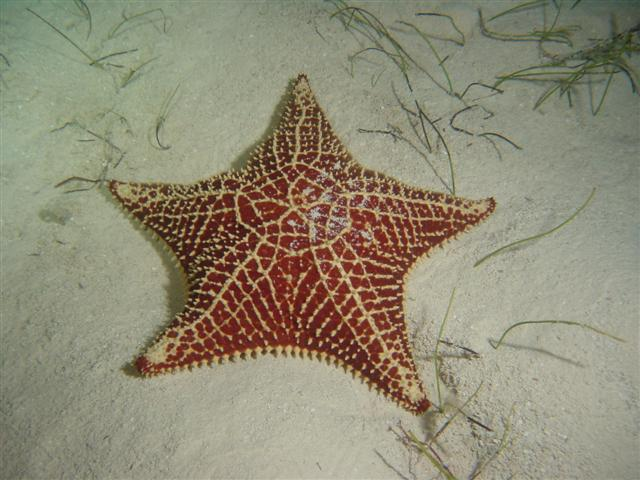
Hvězdice na neutrálním pozadí

## Historie
Irving Penn byl jedním z prvních fotografů, který komponoval subjekty proti prostému šedému nebo bílému pozadí a tuto jednoduchost používal velmi účinně. V exteriérech instaloval své jednoduché studio, na svislé kolmé tyče natáhl pozadí a vymodeloval ostrý roh. Situováním modelu do tohoto neortodoxního prostředí zvyšoval Penn dramatičnost portrétu, který je často „vklíněn“ do rohu. Penn se vždy snažil o absolutní zjednodušení a čistotu fotografického obrazu. Kolem portrétovaného nechával imaginární prostor, kde občas záměrně ukázal malý detail prozrazující, že jde o ateliér.